# Rostbukig hjälmtörnskata
Rostbukig hjälmtörnskata (Prionops rufiventris) är en fågel i familjen vangor inom ordningen tättingar.

## Utseende och läte
Rostbukig hjäkmtörnskata är en vacker fågel med röd näbb, och silvergrått på huvud och haka. Den har vidare ett svart halsband, svarta vingar, svart rygg och svart stjärt. Bröstet är vitt och buk, undergump och ben är rödaktiga. Jämfört med liknande rödnäbbad hjälmtörnskata urskiljer sig rostbukig hjälmtörnskata på just mer rött på buken och det silvergrå på haka och huvud, även nedanför ögat. Lätet består av fylliga visslingar och upprepade raspiga "chew-two".

## Utbredning och systematik
Rostbukig hjälmtörnskata delas in i två underarter:
- P. r. rufiventris – förekommer från södra Kamerun och Centralafrikanska republiken till Kongo-Brazzaville och nordvästra Kongo-Kinshasa
- P. r. mentalis – förekommer i centrala och nordvästra Kongo-Kinshasa till Uganda

Hjälmtörnskatorna i Prionops placerades tidigare i en egen familj. DNA-studier visar dock att de står nära vangorna och inkluderas allt oftare i den familjen.

## Levnadssätt
Rostbukig hjälmtörnskata hittas i låglänta skogar. Den ses ofta i stora och ljudliga grupper.

## Status och hot
Arten har ett stort utbredningsområde, men tros minska i antal, dock inte tillräckligt kraftigt för att den ska betraktas som hotad. Internationella naturvårdsunionen IUCN listar arten som livskraftig (LC).